# Bagnoletto
Bagnoletto è un'area urbana del Municipio Roma X di Roma Capitale. Fa parte della zona Z. XXXV Ostia Antica.
Confina a nord-ovest con il comune di Fiumicino, a nord-est con Dragona, a sud-ovest con Saline di Ostia e a sud-est con la via dei Romagnoli.

## Mobilità urbana
|  | È raggiungibile dalla stazione Acilia. |